# Grelina
La grelina o ghrelina (del inglés ghrelin, que a su vez nace de las siglas growth hormone-releasing peptide), es una hormona sintetizada principalmente por el estómago, que se definió como el ligando natural del receptor de secretagogos de la hormona del crecimiento (GHS-R). Además de estimular la secreción de hormona del crecimiento (GH) en la hipófisis, la grelina favorece la regulación del metabolismo energético. La administración de grelina en roedores da lugar a un aumento del peso corporal y de la adiposidad, ya que esta hormona estimula ciertas neuronas hipotalámicas provocando un aumento del apetito. También ha demostrado tener un efecto antiinflamatorio y antifibrótico en modelos murinos con fibrosis pulmonar inducida. Esta hormona es sintetizada por las células endocrinas P/D1 ubicadas en el fundus gástrico, aunque también se han descubierto pequeños porcentajes en intestino, páncreas, hipófisis, riñón y placenta. Los niveles circulantes de grelina aumentan antes de las comidas y disminuyen tras la ingesta de alimento, por lo que es conocida popularmente como la hormona del hambre.

## Isoformas de grelina
La grelina es un péptido de 28 aminoácidos que a nivel de la serina en posición 3 presenta una esterificación con ácido n-octanoico. Esta isoforma es conocida como la forma activa de la hormona.
La desacil-grelina es una isoforma de grelina carente de la modificación de ácido octanóico. En un principio fue considerada como la forma inactiva de la hormona, aunque en la actualidad se ha descubierto su participación en distintos procesos biológicos.

## Receptor de grelina: GHS-R
GHS-R es el receptor de la grelina y los secretagogos de la hormona GH (ej. hexarelina). Existen dos isoformas de este receptor: GHS-R 1a, que consta de 366 aminoácidos y 7 dominios transmembrana, y GHS-R 1b, que consta de 289 aminoácidos y 5 dominios transmembrana. GHS-R pertenece a la familia de receptores acoplados a proteínas G.

## Funciones biológicas
1. Destruye los vasos sanguíneos desnutrilizados
2. Secreción de la hormona GH
3. Regulación del peso corporal y la ingesta (efecto orexigénico)
4. Homeostasis de la presión arterial (agente vasoactivo)
5. Efecto cardioprotector (evita la apoptosis de los cardiomiocitos)
6. Efecto neuronal: La grelina modula actividad cerebral en áreas que controlan el apetito[4]  En efecto, en su estudio, Saima Malik et al muestran que grelina administrada por vía intravenosa a voluntarios saludables durante un examen de resonancia magnética aumenta la respuesta neuronal a fotografías de comida en regiones del cerebro, incluyendo la amígdala, la corteza orbitofrontal, la insula anterior, y el estriado, los cuales están implicados en codificar el valor incentivo de las señales alimentarias. Así, el estudio demuestra como señales metabólicas tales como la grelina pueden favorecer el consumo de comida al favorecer la respuesta incentiva y hedónica a señales relacionadas con comida. La respuesta a señales de comida tiene diferentes componentes: atención, anticipación del placer, motivación para comer (hambre), consumo  y memoria; todas las regiones del cerebro implicadas en estas funciones son estimuladas por la grelina. Como la grelina estimula regiones del cerebro involucradas en la memoria, se ha comprobado que personas inyectadas con grelina recuerdan más claramente fotos de comida un día después de la inyección.[5] Así, se ha sugerido que drogas que bloqueen la grelina pueden tener efectos indeseados en la memoria. Además, la grelina está íntimamente relacionada con la hormona PYY, ya que las dos actúan en los mismos nervios en el hipotálamo.[6]